# Kerk van Harju-Risti
De Heilige Kruiskerk van Harju-Risti (Estisch: Harju-Risti Püha Risti kirik) is een middeleeuwse kerk in het dorp Harju-Risti (Kreuz in Harrien) gelegen in de gemeente Lääne-Harju in de provincie Harjumaa in het noordwesten van Estland. De kerk is in de gotische stijl gebouwd in de 15e eeuw.
Bijzonder aan deze kerk is dat de kerktoren van af de basis cirkelvormig is gebouwd terwijl de top een halve cirkel is.